# Nicola, lì dove sorge il sole
Nicola, lì dove sorge il sole è un film italiano del 2006 diretto da Vito Giuss Potenza.

## Trama
La pellicola narra la storia vera della traslazione, da Myra (oggi Demre in Turchia) a Bari, delle reliquie di San Nicola. Sessantadue marinai giungono in Licia a bordo di tre velieri per trafugare le ossa del Santo. Ritornano a Bari l'8 maggio 1087 e annunciano di voler edificare una nuova basilica dedicata a San Nicola.
Il vescovo Ursone, in partenza per la Terra santa, rientra da Trani a Bari e impone di riporre le reliquie in cattedrale. Scoppia una guerriglia tra il popolo e le guardie del vescovo. L'Abate Elia convince il vescovo e si realizza la volontà popolare.

## Produzione
L'opera, girata in bianco e nero, è stata auto-prodotta da Vito Giuss Potenza, con la partecipazione gratuita di attori locali e nazionali.
Nel cast figurano Andrea Giordana, Massimo Dapporto, Paolo Sassanelli, Moni Ovadia, Maurizio Nicolosi, Cris Chiapperini, Leo Bartoli e Dante Marmone; partecipa anche il duo comico barese Manuel & Kikka. La sceneggiatura è di Antonio Garofalo, Luca Vessio e dello stesso regista.
Le riprese sono state effettuate a Bari, in altri comuni della Puglia, a Cesenatico e a Roma. Gianni Ciardo, Gianni Giannotti e Antonio Tuzza hanno curato le musiche del film.
Il film esordì nelle sale lunedì 20 marzo 2006: la prima proiezione avvenne al teatro Niccolò Piccinni di Bari. In seguito il film è stato più volte trasmesso da Telenorba.

## Riconoscimenti
Il film riceve il Premio Italia Medievale nel 2007.